# 阿道夫 (黑森-菲利普斯塔爾-巴希費爾德)
阿道夫（德語：Adolf von Hessen-Philippsthal-Barchfeld，1743年6月29日—1803年7月17日），黑森-菲利普斯塔爾-巴希費爾德伯爵，1777年至1803年在位。

## 家庭
1781年，阿道夫與薩克森-邁寧根的路易絲結婚，兩人共有三個兒子：
1. 卡爾（1784年—1854年）
2. 威廉（德语：Wilhelm von Hessen-Philippsthal-Barchfeld (1786–1834)）（1786年—1834年）
3. 恩斯特（英语：Prince Ernest Frederick of Hesse-Philippsthal-Barchfeld）（1789年—1850年）